# Gryssen (Rättviks socken, Dalarna)
Gryssen är en sjö i Rättviks kommun i Dalarna och ingår i Dalälvens huvudavrinningsområde. Sjön har en area på 0,247 kvadratkilometer och ligger 248,5 meter över havet. Sjön avvattnas av vattendraget Gryssbäcken.

## Delavrinningsområde
Gryssen ingår i det delavrinningsområde (676228-146483) som SMHI kallar för Mynnar i Båtstjärnen. Medelhöjden är 282 meter över havet och ytan är 13,5 kvadratkilometer. Det finns inga avrinningsområden uppströms utan avrinningsområdet är högsta punkten. Gryssbäcken som avvattnar avrinningsområdet har biflödesordning 3, vilket innebär att vattnet flödar genom totalt 3 vattendrag innan det når havet efter 306 kilometer. Avrinningsområdet består mestadels av skog (83 procent). Avrinningsområdet har 0,25 kvadratkilometer vattenytor vilket ger det en sjöprocent på 1,8 procent. Bebyggelsen i området täcker en yta av 0,12 kvadratkilometer eller 1 procent av avrinningsområdet.